# تأمین مالی خرد
یکی از موانع رشد و توسعه کشورهای در حال توسعه، کمبود سرمایه و عدم به‌کارگیری صحیح و اصولی منابع سرمایه‌ای موجود است. یکی از راه‌های تأمین سرمایه برای کسب و کارهای خرد و نوپا در کشورهای در حال توسعه، تأمین مالی خرد یا همان اعتبارات خرد است. برنامه‌های تأمین مالی خرد به منظور اشتغال‌زایی و فقرزدایی، از جمله برنامه‌هایی است که با ایجاد و گسترش فعالیت‌های درآمدزا (به ویژه برای زنان کم درآمد) و توسعه جوامع محلی توجه زیادی به آن جلب شده‌است. در این گزارش به جوانب مختلف تأمین مالی خرد پرداخته می‌شود.
تأمین مالی خرد (microfinance) عبارت است از برنامه‌ای که وام‌های بسیار کوچک را با هدف خوداشتغالی به مردم بسیار فقیر ارائه می‌دهد. این برنامه‌ها جایگزین برنامه‌های متداول بانکی برای قشرها فقیر و آسیب‌پذیر جامعه بوده که در نظام بانکی کنونی از شرایط کافی برای بهره‌مندی از وام‌های بانکی برخوردار نیستند. معمولاً رویه‌های مربوط به این شکل از تأمین مالی دارای شرایط زیر است:
- فرایندهای تأمین مالی ساده و سریع است.
- زمان بازپرداخت وام کوتاه‌مدت است و شیوه تقسیط انعطاف‌پذیر است.
- دوره‌های بازپرداخت نیز می‌تواند در مقیاس روزانه، هفتگی یا ماهیانه باشند.
- غالباً ضمانت جمعی توسط اعضای گروه وام‌گیرنده، جایگزین اخذ وثیقه به عنوان ضمانت می‌شود (مرکز پژوهش‌های مجلس، ۱۳۹۵).

طرح‌های تأمین مالی خرد در ابتدا برای آزادسازی ظرفیت‌های بهره‌وری افراد فقیر مبتنی بر خود اشتغالی مطرح شد. تأمین مالی خرد، کسب و کار مشتریان را از طریق ارائه سرمایه تغییر خواهد داد؛ یعنی درآمد استقراض کنندگان را بیشتر خواهد کرد تا در نهایت فقر را ریشه‌کن کند. تأمین مالی خرد از دهه ۱۹۹۰ تا به حال رشد فزاینده‌ای داشته‌است و مسیر را برای انواع دیگر سرمایه‌گذاری اجتماعی باز می‌کند. تأمین مالی خرد با فراهم آوردن نقدینگی برای بسیاری از نیازهای مصرف‌کنندگان مزیت اقتصادی ایجاد می‌کند (Morduch, 2017).
این روش که با نام تامین مالی جمعی (Crowdfunding) شناخته می‌شود در ایران نیز قانونی شده است و سازمان فرابورس به 27 سکوی ایرانی مجوز تامین مالی جمعی را اعطا کرده است.
نظرات مخالف و موافقی در زمینه طرح‌ها و روش‌های تأمین مالی خرد وجود دارد. برخی کارشناسان تأمین مالی خرد را نوعی از سیاست توسعه‌ای می‌دانند که هدف آن افزایش گستره سرمایه‌های کوچک افراد فقیر بوده و در راستای تسهیل درآمدزایی و ایجاد اشتغال عمل می‌کند و کیفیت زندگی افراد فقیر را بهبود می‌بخشد. برخی دیگر از کارشناسان نقدهایی را بر طرح‌های تأمین مالی خرد دارند، تعدادی از این نقدها به شرح زیر است.
- تأمین مالی خرد نقش «صرفه اقتصادی ناشی از مقیاس» را نادیده می‌گیرد.
- تأمین مالی خرد صرفاً ابزاری برای بدتر کردن معیشت فقرا است؛ با افزایش نرخ بهره و هزینه وام فقیر فقیرتر و ثروتمند ثروتمندتر می‌شود.
- تأمین مالی خرد باعث صنعت زدایی اقتصاد شده و تورم ایجاد می‌کند.
- تأمین مالی خرد قادر به ارتباط با دیگر شرکت‌ها نیست (با شرکت‌های اندازه بزرگ نمی‌تواند ارتباط برقرار کند).

به زعم بیتمن و چانگ (۲۰۱۲)، مفهوم تأمین مالی خرد به پروژه جهانی شدن و نئولیبرالیسم ربط دارد؛ که به دلیل هم‌جهت بودن مدل تأمین مالی خرد با مدل اقتصادی- اجتماعی مورد قبول جامعه بین‌المللی مبنی بر خویش-یاری و کارآفرینی فردی، هیچ گونه نقدی بر تأمین مالی خرد ارائه نمی‌شود و قویاً مورد حمایت دولت‌ها قرار می‌گیرد. آنها در نهایت به عنوان یک مدل جایگزین برای تأمین مالی خرد، شرکت‌های مالی، اتحادیه‌های اعتباری، بانک‌های توسعه‌ای محلی، ملی و منطقه‌ای را پیشنهاد می‌دهند.
در ادامه دو روش کلی از تأمین مالی خرد بیان می‌شود:

## روش اول: مالیه خرد و اعتبار خرد[۲]
معمولاً دو اصطلاح مالیه خرد و اعتبار خرد به جای یکدیگر به کار می‌روند. مالیه خرد، ارائه خدمات مالی به فقرا است، این خدمات مالی طبق نظر لیگروود (۱۹۹۹) شامل پس‌انداز و اعتبار می‌شود، اما می‌تواند دیگر خدمات مالی مانند بیمه و خدمات پرداخت را نیز دربرگیرد. مالیه خرد را می‌توان «کوششی برای بهبود دسترسی به سپرده‌های کوچک و وام‌های خرد برای خانواده‌های فقیر مورد غفلت واقع شده توسط بانک‌ها»، تعریف کرد (قاسمی و همکاران، ۱۳۹۰).
بنابراین مالیه خرد شامل تدارک خدمات مالی مانند پس‌انداز، وام و بیمه و غیره برای افراد فقیر روستایی و شهری است که قادر به دستیابی به این قبیل خدمات از بخش مالی رسمی نیستند. در کل می‌توان معیارهایی را برای تعریف مالیه خرد در نظر گرفت:
- اندازه: وام‌ها خرد و بسیار کم مقدارند
- گروه‌های هدف: کارآفرینان خرد و خانواده‌های کم درآمد
- نوع خدمت: ارائه انواع خدمات مالی
- کاربرد: تولید درآمد، توسعه کسب و کار و همچنین کاربردهای اجتماعی مانند تحصیل و بهداشت و غیره
- ضوابط و شرایط: انعطاف ضوابط و شرایط وام‌های مالیه خرد و فهم آسان و متناسب با شرایط محلی جامعه

به‌طور کل، مالیه خرد مفهومی فراتر از تأمین مالی خرد است. در تأمین مالی خرد خدمات مالی به افراد کم برخوردار به منظور ایجاد کسب و کار، گسترش یا تأمین سرمایه در گردش ارائه می‌شود؛ در حالی که در مالیه خرد انواع مساعدت‌های مالی دیگر برای بهبود شرایط زندگی افراد ارائه می‌شود. به بیان دیگر، تأمین مالی خرد صرفاً برای تأمین معیشت مردم و بهبود وضعیت اقتصادی آن‌ها ارائه می‌شود و عملکرد آن از طریق شاخص‌های اشتغال، درآمد و سودآوری سنجیده می‌شود، در حالی که مالیه خرد دید اقتصادی و اشتغال زایی ندارد و صرفاً به دنبال بهبود شرایط زندگی افراد فقیر است (بختیاری، ۱۳۸۹).

## روش دوم: تأمین مالی خرد از طریق وقف[۳]
منظور از مؤسسه تأمین مالی خرد وقفی، موسسه‌ای غیرانتفاعی است که بخش عمده‌ای از منابع خود را با استفاده از اموال وقفی تأمین می‌کند. به عبارت دیگر، در بخش تجهیز منابع به‌طور عمده از نهاد وقف بهره می‌برد. همان‌طور که در شکل (۱) دیده می‌شود، مؤسسه تأمین مالی خرد وقفی در بخش تجهیز منابع یا بدهی‌ها (سمت راست نمودار) از نهاد اسلامی وقف و در بخش تخصیص منابع یا دارایی‌ها (سمت چپ نمودار) از ابزارهای اسلامی استفاده کرده و لذا در ابعاد مختلف از مؤسسات تأمین مالی خرد بهره محور تفاوت پیدا می‌کند.
مصباحی مقدم و همکاران (۱۳۹۰)، مدل زیر را برای تأمین مالی خرد از طریق وقف ارائه داده‌اند.

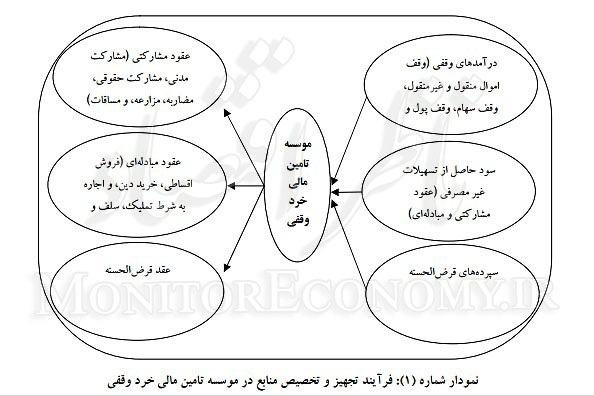
انواع تامین مالی خرد

سلطان و مسیح (۲۰۱۶) برخی از تفاوت‌های بین تأمین مالی خرد متعارف با اسلامی را به صورت جدول زیر خلاصه کرده‌اند.
جدول زیر تفاوت‌های تأمین مالی خرد متعارف با اسلامی را نشان می‌دهد
| ردیف | قلم                         | تأمین مالی خرد متعارف                  | تأمین مالی خرد اسلامی                                 |
| ۱    | منابع مالی                  | منابع خارجی، پس‌انداز مشتریان           | منابع خارجی، پس‌انداز مشتریان، منابع خیریه (وقف، ذکات) |
| ۲    | دارایی‌ها (شکل تأمین اعتبار) | مبتنی بر بهره                          | ابزارهای مالی اسلامی                                  |
| ۳    | انتقال منابع                | نقد، وام پرداختی                       | کالا                                                  |
| ۴    | کسر بهره در ابتدای قرارداد  | قسمتی از منابع                         | ندارد                                                 |
| ۵    | جامعه هدف                   | زنان                                   | خانواده                                               |
| ۶    | انگیزه کاری کارکنان         | پولی                                   | پولی و مذهبی                                          |
| ۷    | برخورد با عدم پرداخت        | فشار و تهدید قانونی                    | ضامن و اخلاق اسلامی                                   |
| ۸    | برنامه توسعه اجتماعی        | توسعه سکولار، رفتاری، اخلاقی و اجتماعی | توسعه مذهبی                                           |

## مباحث دیگر[۲]
به رغم مقبولیت جهانی تأمین مالی خرد، شواهد و نظرات متفاوتی از مزایا و معایب آن وجود دارد که در این مقاله به آن‌ها اشاره شد. همچنین آمار کمی در رابطه به تأثیر تأمین مالی خرد بر رشد و توسعه اقتصادی وجود دارد. با این حال شواهد زیادی مبنی بر تأثیر بخش مالی اقتصاد بر توسعه اقتصادی وجود دارد. همچنین در بسیاری از کشورها صندوق‌های ارائه دهنده اعتبارات خرد به خود کفایی رسیده‌اند. به طوری که برای تأمین مالی نیازی به تخصیص اعتبار از طرف دولت یا نهادهای خیریه ندارند و از گردش مالی خود برای اعطای وام استفاده می‌کنند.
همان‌طور که اشاره شد یکی از اهداف اصلی تامین مالی خرد اشتغال‌زایی است اما نظر برخی از کارشناسان بر این است که شغل‌های جدید باید در پاسخ به تقاضای جدید ایجاد می‌شوند و با توسعه اقتصادی پیوند یابند. به‌عنوان مثال در شوروی سابق همیشه اشتغال کامل وجود داشته‌است. همه افراد شغل داشتند. در واقع به‌طور رسمی نرخ بیکاری در شوروی صفر بوده‌است. با این همه، در جامعه‌ای با اشتغال کامل همه کارها خوب پیش نمی‌رود. به این دلیل که بیشتر شغل‌ها مصنوعی هستند. در واقع می‌توان اشتغال ایجاد کرد ولی اگر این اشتغال با تقاضای واقعی برای کالاها و خدمات با کیفیت پیوند نداشته باشد، هیچ نفعی برای اقتصاد نخواهند داشت؛ و حتی حقوق و دستمزدی که برای کارکنان غیر بهره‌ور پرداخت می‌شود باعث اتلاف منابع کمیاب خواهد شد. در عربستان امروزی نیز تقریباً همه مردم یا شغل دولتی دارند یا حداقل یارانه دولتی دریافت می‌کنند. این ریخت‌وپاش منابع مالی برای یک کشور نفت‌خیز بیشتر به منظور راضی نگهداشتن مردم انجام می‌شود.